# NGC 1698
NGC 1698 (другое обозначение — ESO 56-SC6) — рассеянное скопление в созвездии Золотой Рыбы, расположенное в Большом Магеллановом Облаке. Открыто Джоном Гершелем в 1834 году. Описание Дрейера: «довольно яркий, довольно маленький объект круглой формы, более яркий в середине». 
Возраст скопления составляет 35—65 миллионов лет, металличность [Fe/H] = −0,15, что соответствует содержанию тяжёлых элементов 71% от солнечного.
Этот объект входит в число перечисленных в оригинальной редакции «Нового общего каталога».